# Omar Sahnoun
Omar Sahnoun (født 18. august 1955, død 21. april 1980) var en fransk fodboldspiller (midtbane).
Gennem karrieren spillede Sahnoun syv sæsoner hos FC Nantes og et enkelt år i Bordeaux. Hos Nantes var han med til at vinde det franske mesterskab i både 1973 og 1977, samt pokalturneringen Coupe de France i 1979.
Sahnoun spillede desuden seks kampe for det franske landshold. Den første var en venskabskamp mod Vesttyskland 23. februar 1977, den sidste en venskabskamp mod Iran 11. maj 1978.
Den 21. april 1980 døde Sahnoun af et hjertetilfælde under træning i sin klub Bordeaux, som han var i gang med sin første sæson hos.

## Titler
Ligue 1
- 1973 og 1977 med Nantes

Coupe de France
- 1979 med Nantes